# Raymond J. Bär
Raymond Julius Bär (* 23. Mai 1959 in Zürich) ist ein ehemaliger Schweizer Bankmanager. Er ist derzeit Präsident der Verwaltungsräte der Alpine Select AG und der Longbow Finance SA sowie Mitglied des Verwaltungsrates der AMAG Automobil und Motoren AG und Ehrenpräsident der Julius Bär Gruppe AG.

## Leben
Raymond Bär ist der Urenkel des Gründers der Bank Julius Bär, des deutsch-schweizerischen Bankiers Julius Bär, sein Vater war Hans J. Bär. Er studierte bis 1984 Rechtswissenschaften an der Universität St. Gallen und erhielt sein Lizenziat. Anschliessend schloss er sein Studium in New York an der Columbia Law School als Master of Laws (LL.M.) ab.
Von 1985 bis 1988 arbeitete er bei Salomon Brothers Inc. in New York und London, bevor er 1988 zur Bank Julius Bär & Co. AG wechselte. Zunächst leitete er den Bereich Emissionen Schweiz aus der Zürcher Niederlassung, ab 1989 war er als Filialleiter für die Bank in New York tätig.
In den Jahren 1993 bis 1995 war er Mitglied der Geschäftsleitung mit der Verantwortung für Zweigniederlassungen, Marketing und Zentrales Rechnungswesen. Im Jahr 1996 wurde er Mitglied der Konzernleitung. Von 1998 bis 2003 war er Vizepräsident der Konzernleitung mit der Verantwortung für das Private-Banking-Geschäft. Danach amtierte er von 2003 bis 2012 als Präsident des Verwaltungsrates der Bank Julius Bär & Co. AG sowie der Julius Bär Holding AG (bis 2009) und der Julius Bär Gruppe AG (seit 2009). Seit 2012 ist Raymond Bär Ehrenpräsident der Julius Bär Gruppe AG und der Bank Julius Bär & Co. AG.
Im April 2013 wurde Raymond Bär zum Verwaltungsratspräsidenten der Investmentfirma Alpine Select AG gewählt. Darüber hinaus ist er seit Juli 2014 Mitglied des Verwaltungsrates der AMAG Automobil- und Motoren AG sowie seit Januar 2015 Präsident des Verwaltungsrates der Longbow Finance SA.
Neben diesen Tätigkeiten hat sich Raymond Bär in zahlreichen Gremien engagiert. So amtierte er unter anderem von 2003 bis 2012 als Präsident der Vereinigung Schweizerischer Handels- und Verwaltungsbanken und war von 1999 bis 2012 Mitglied des Verwaltungsrates der Schweizerischen Bankiervereinigung. Dem Regulatory Board der SIX Swiss Exchange gehörte er in den Jahren 1999 und 2000 an. Zudem war er von 2005 bis 2012 Mitglied des Stiftungsrates des Swiss Finance Institute. Seit Juli 2015 ist Raymond Bär Präsident des Stiftungsrates der BENECARE Foundation, Liechtenstein.
Bär war verheiratet mit der Taschen-Entwerferin Gabriele Bär-Richner, inzwischen ist er liiert mit der Unternehmerin Carolina Müller-Möhl.

## Publikationen
- Raymond J. Bär: Die Schweiz, vom belächelten Auslaufmodell zur respektierten Ausnahme, Zürich 2010